# Georg Christian Otto
Georg Christian Otto, auch als Autor Georgius und Christianus (* 9. Dezember 1763 in Hof; † 7. Februar 1828 in Bayreuth), der Jugendfreund Jean Pauls, war ein deutscher Schriftsteller und Statistiker.

## Leben
Georg Christian Otto, der zweite Sohn des Hofer Vesperpredigers Heinrich Otto, wurde auf dem Gymnasium in Hof Jean Pauls Freund. Beide studierten danach zusammen in Leipzig. Otto studierte auf Wunsch der Eltern Anfang der 1780er Jahre Theologie und später dann Jurisprudenz. Gegen Ende der Studienzeit, die er ohne Abschluss beendete, half er in der juristischen Praxis seines Bruders, des Hof-Fiscals Albrecht Otto, in Hof. Nach dem Tode des Vaters verwaltete er in Hof Fabrik- und Handelsgeschäfte aus dem väterlichen Erbe ohne weitere berufliche Perspektiven zu erschließen.
Der verarmte Jean Paul, 1786 bis 1789 Hauslehrer in Töpen, saß gelegentlich am gedeckten Tisch des wohlhabenden Hofer Freundes. Im Briefwechsel der Freunde – über die Jahre 1790–1804 hinweg – sind Ansichten über Werkinhalte Jean Pauls aus jenen Zeiten ersichtlich. Ab 1790 arbeitete Christian Otto parallel auf einem ganz anderen Gebiet – der Statistik.
Otto heiratete 1800 Amöne Herold, eine Hofer Jugendfreundin mit literarischen Ambitionen, welche u. a. durch die Ausbildung von Jean Paul geprägt war. 1802 übersiedelte das Paar nach Bayreuth; die Ehe blieb kinderlos. Christian Otto wurde dort ab 1806 Quartiermeister eines preußischen Infanterieregiments. Gegen Ende 1806 – nach der Schlacht bei Jena und Auerstedt – wurde er Privatsekretär von Prinz Wilhelm von Preußen. 1807 folgte Christian Otto dem Prinzen bis nach Ostpreußen, zog sich aber bereits 1808 in das weniger gefahrenvolle Bayreuther Privatleben zurück. Nur 1820–1821 unternahm Christian Otto einen Abstecher nach München, um für den Finanzminister Maximilian Emanuel von Lerchenfeld (* 1778; † 1843) bei der Neuorganisation der bayrischen Handelsbeziehungen mitzuwirken.
Mit dem Tod von Jean Paul 1825 kümmerte sich Christian Otto auch um den Nachlass und verlegte bis dahin unveröffentlichte Werke von Jean Paul.

## Werke (Auswahl)
- 1802–1804: Aufsätze in Woltmanns Journal für Geschichte und Politik:
  - Als Georgius: Parallele der Kreuzzüge, Reformation und Revolution,
  - Als Georgius: Gleichgewicht von Europa,
  - Als Christianus: Luther und Loyola,
  - Als Christianus: Das Leben des Cola di Rienzo.
- 1810: Handels- und Finanz-Pandora der neuesten Zeit Digitalisat
- 1810 als Georgius: Metamorphose des germanischen Adels (Rechtsgeschichte und Sozialpolitik) Digitalisat
- 1811: Geschichts-, Finanz- und Handelsansichten
- 1813: Betrachtungen über den Cours der österreichischen Einlösungsscheine[2]
- 1814: Versuch einer Darstellung der Licenzengeschichten

Herausgeber
- 1827: Jean Paul (postum): Selina
- 1827–1828: Wahrheit aus Jean Pauls Leben enthält Jean Pauls Selberlebensbeschreibung